# San Adrián de Sásave

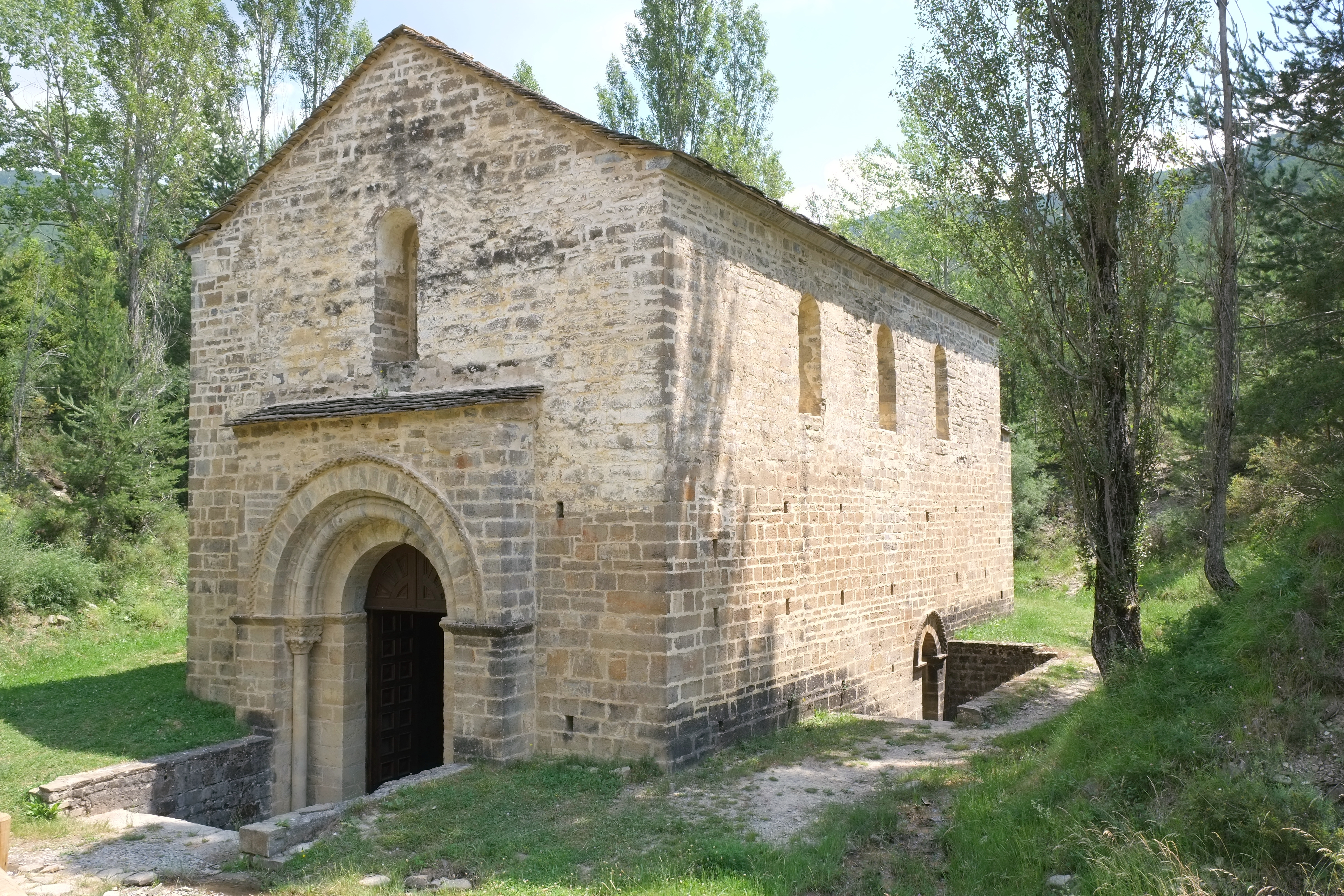
San Adrián de Sásave

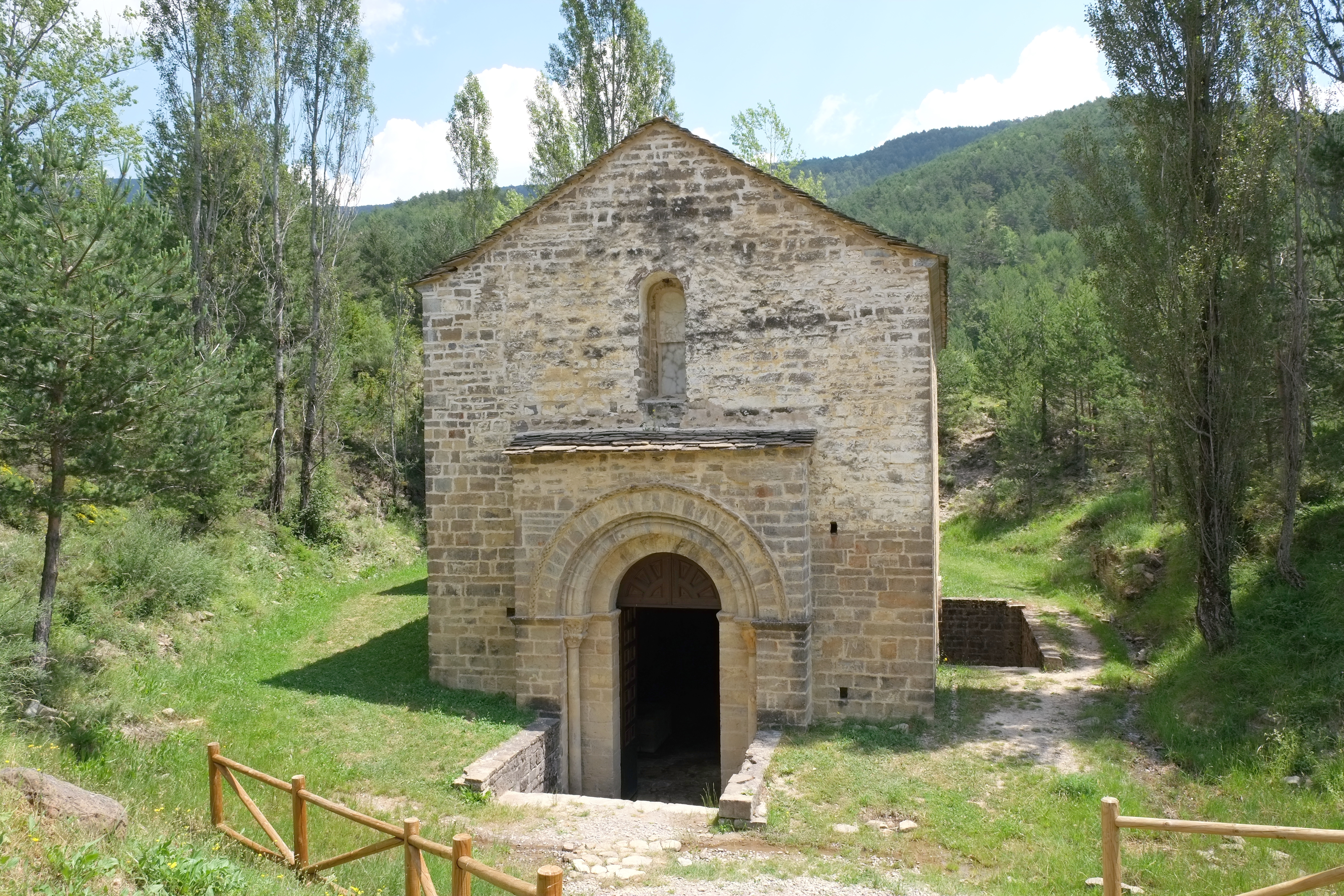
Westfassade

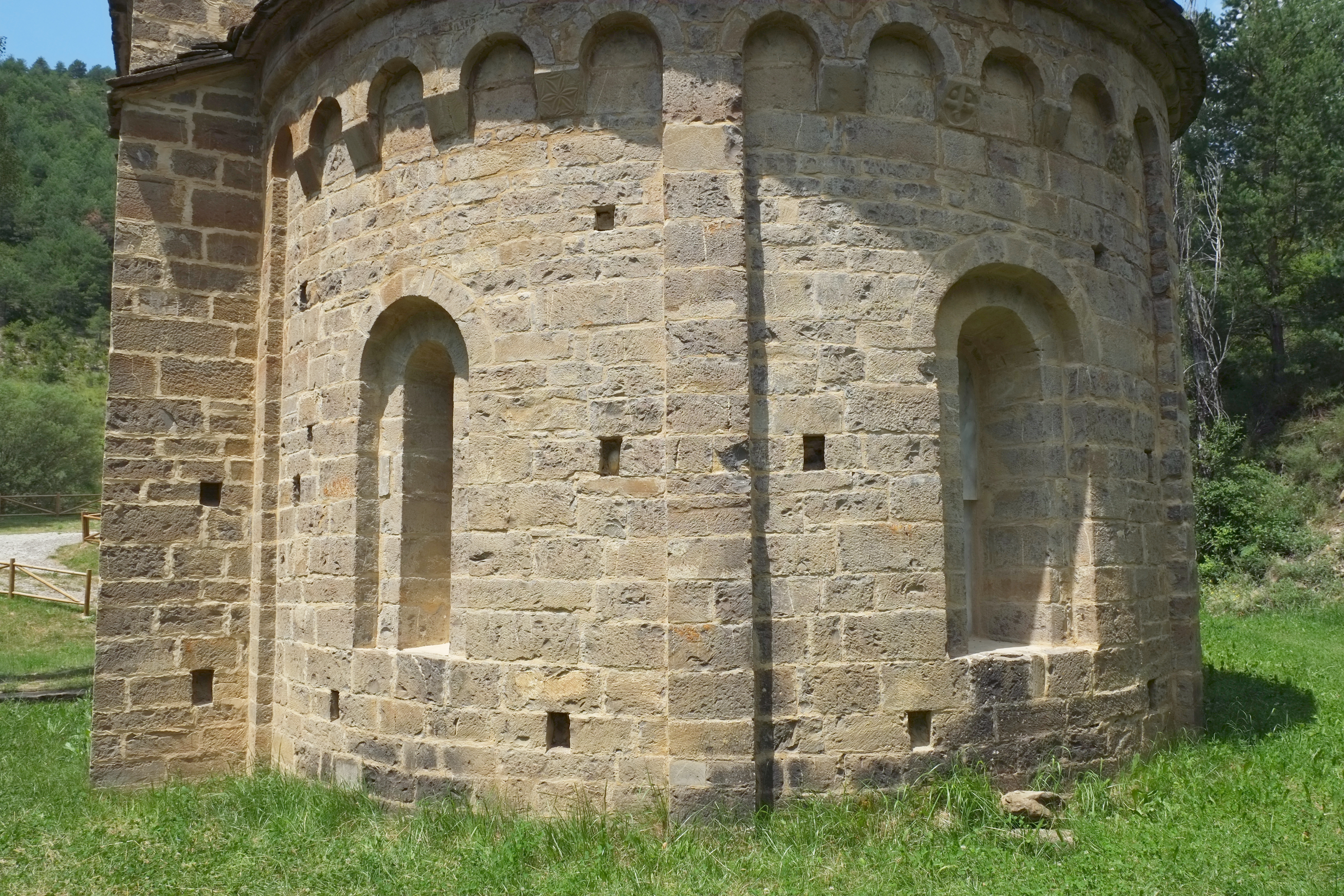
Apsis

Die Kirche San Adrián de Sásave (auch Sásabe) liegt am Ende einer Sackstraße in den Pyrenäen und gehört zur Gemeinde Borau der Provinz Huesca in der spanischen Autonomen Gemeinschaft Aragonien. Die Kirche wurde in der zweiten Hälfte des 11. Jahrhunderts im Stil der Romanik begonnen und zu Beginn des 12. Jahrhunderts geweiht. Sie ist das einzige Zeugnis eines Klosters, das bereits in westgotischer Epoche bestand. Lange Zeit war die Kirche, die direkt neben dem Flussbett des Lubierre steht, einem Zufluss des Aragón, durch Geröll verschüttet. Ab 1957 wurde sie wieder freigelegt und eine Zufahrtsstraße gebaut. Im Jahr 1965 wurde die dem heiligen Hadrian geweihte Kirche zum Monumento Histórico-Artístico (Baudenkmal), heute Bien de Interés Cultural (BIC), erklärt.

## Geschichte
Während der 380 Jahre dauernden maurischen Herrschaft in weiten Teilen der heutigen Region Aragón suchten die Bischöfe von Huesca Zuflucht in den Klöstern der Pyrenäen, die von der islamischen Invasion verschont geblieben waren. Sie verlegten in dieser Zeit ihren Bischofssitz nach Jaca, nach Siresa, nach San Juan de la Peña und nach San Adrián de Sásave, bis 1096 Huesca wieder Bischofssitz wurde. Bis zu sieben Bischöfe, die sich als Bischöfe von Aragón in Sásave bezeichneten, sollen in der Kirche bestattet worden sein.
Um 1050 wurde das Kloster neu errichtet, zwischen 1100 und 1104 wurde die Kirche fertiggestellt. Nach der Legende wurde hier der Heilige Kelch aufbewahrt, bevor er in das Kloster San Juan de la Peña und später in die Kathedrale von Valencia gebracht wurde, in der er bis heute in einer eigenen Kapelle verehrt wird.
Im Laufe der Zeit wurde die Kirche verschüttet. Nur der obere Teil, der durch ein Fenster über dem Westportal zugänglich war, wurde von Hirten als Schutzhütte genutzt. Trotz ihrer Freilegung ist die Kirche weiterhin durch Überschwemmungen gefährdet.

## Architektur

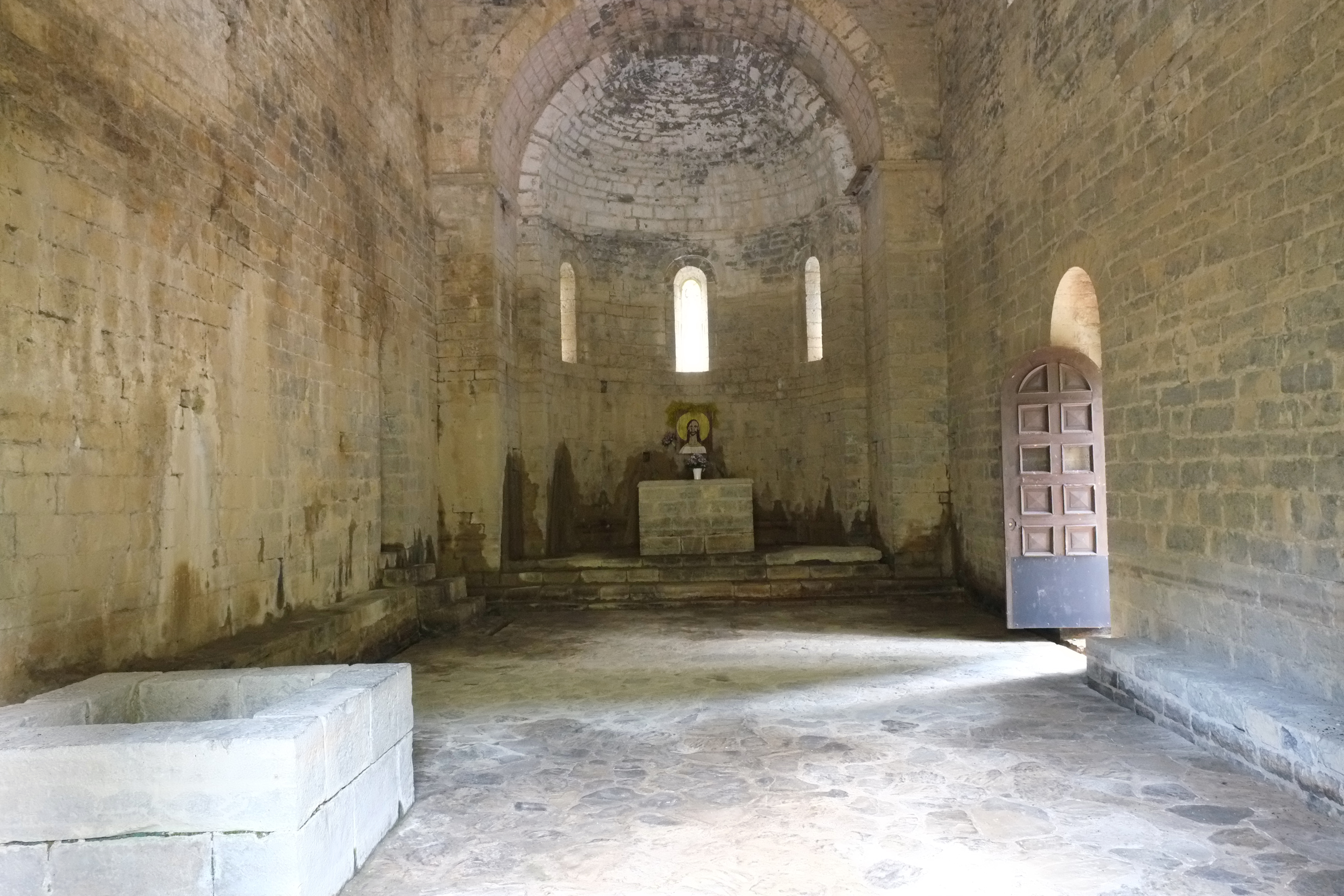
Innenraum

Die Kirche ist aus regelmäßig behauenen und sorgfältig aneinandergereihten Steinen errichtet. An das einschiffige Langhaus schließen sich im Osten ein schmales, rechteckiges Chorjoch und eine halbrunde Apsis an, die mit einer Kalotte gedeckt ist. Der Chor ist um drei Stufen erhöht. An der Nordseite des Kirchenschiffs öffnet sich eine Tür zum Turm, von dem nur noch der Unterbau erhalten ist. Die beiden Portale der Kirche befinden sich an der Süd- und Westfassade.

### Apsis

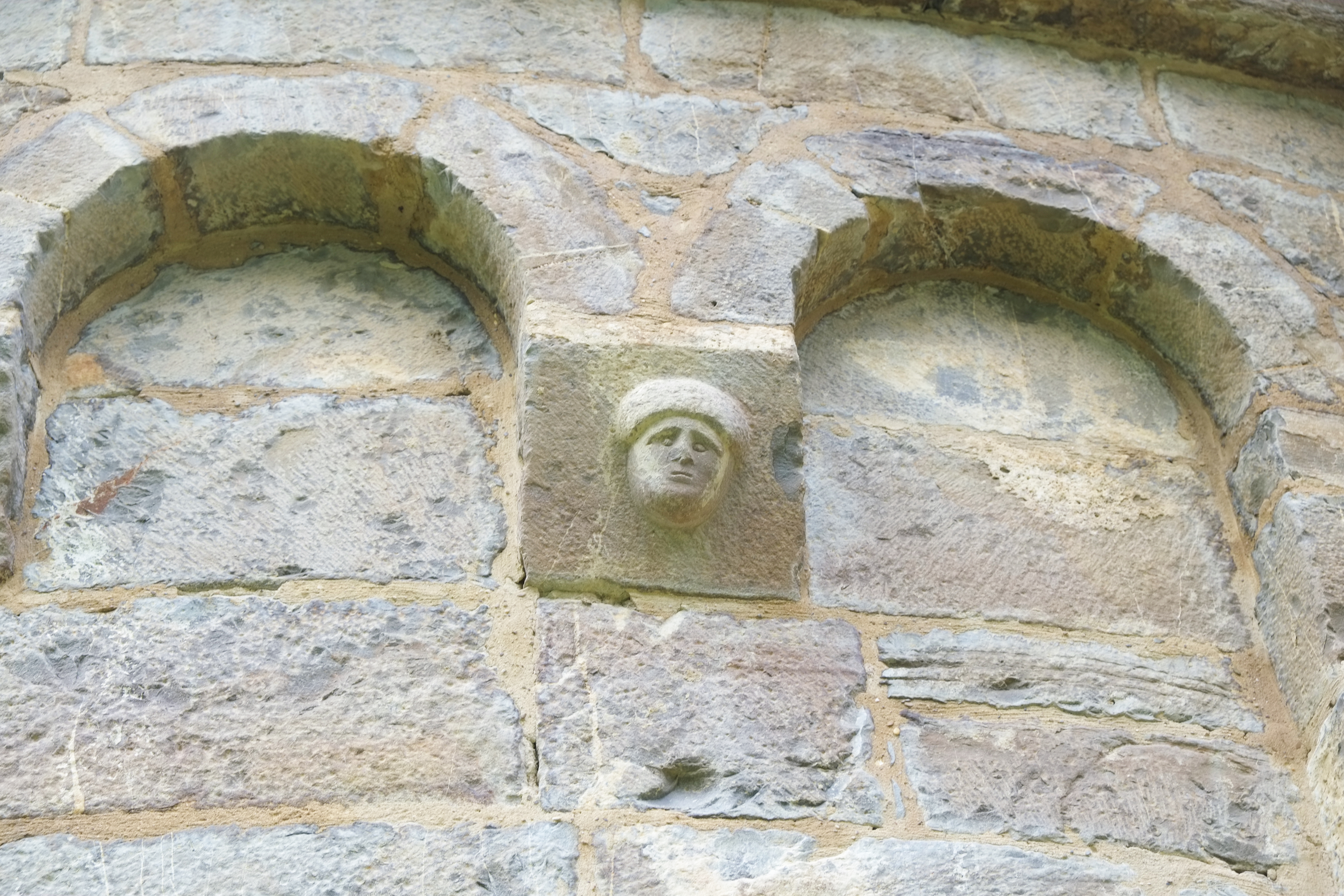
Kragstein mit Kopf

Die Außenwand der Apsis gliedern Blendarkaden und Lisenen in drei Mauerabschnitte, die von je einem schmalen, rundbogigen Fenster durchbrochen sind. Die Blendbögen stützen sich auf Kragsteine, die mit Rosetten skulptiert sind. Auf einem Kragstein ist ein Kopf dargestellt, auf einem anderen ein gleichschenkliges Kreuz, das eine Hand umfasst.

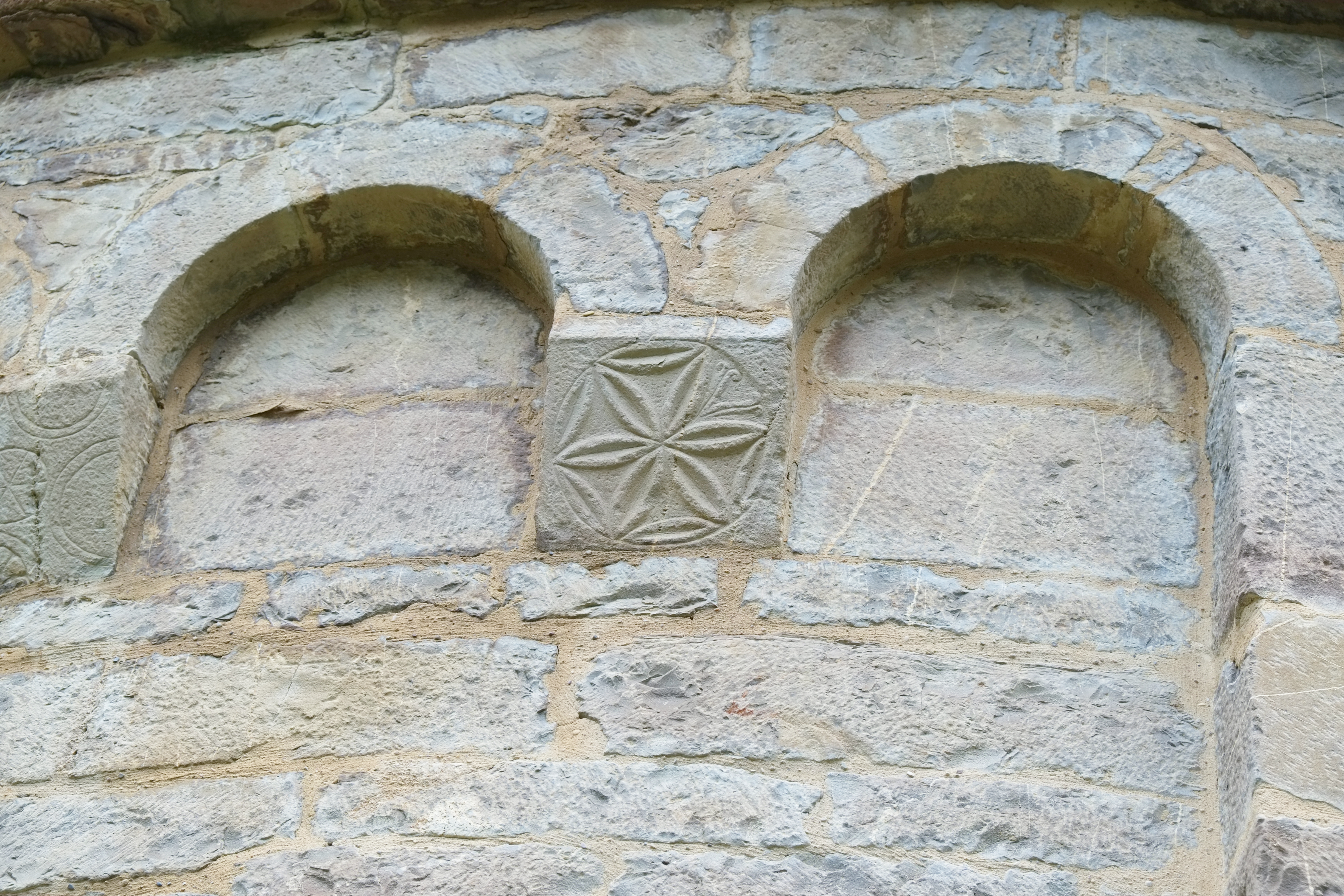
Rosette
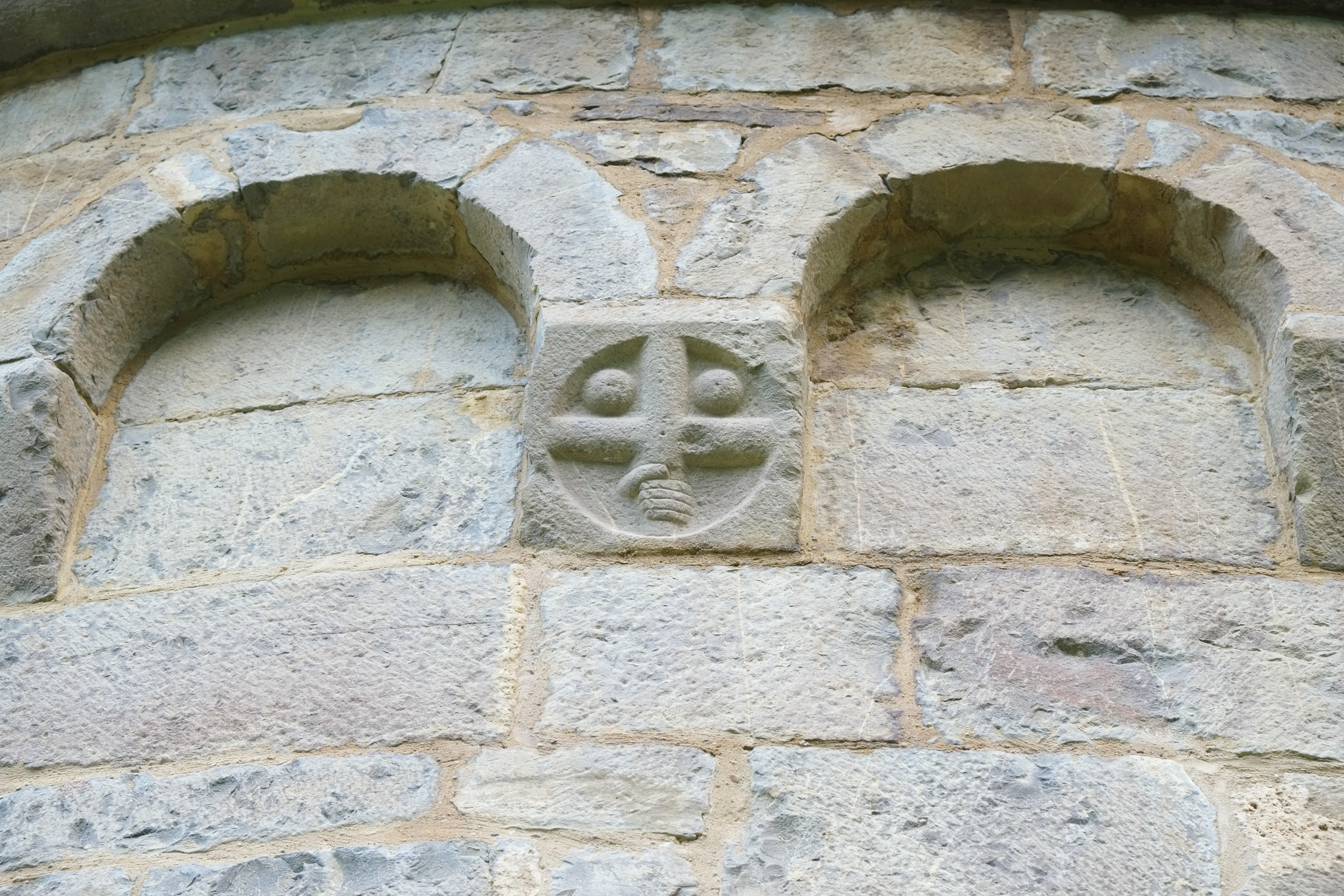
Kreuz und Hand
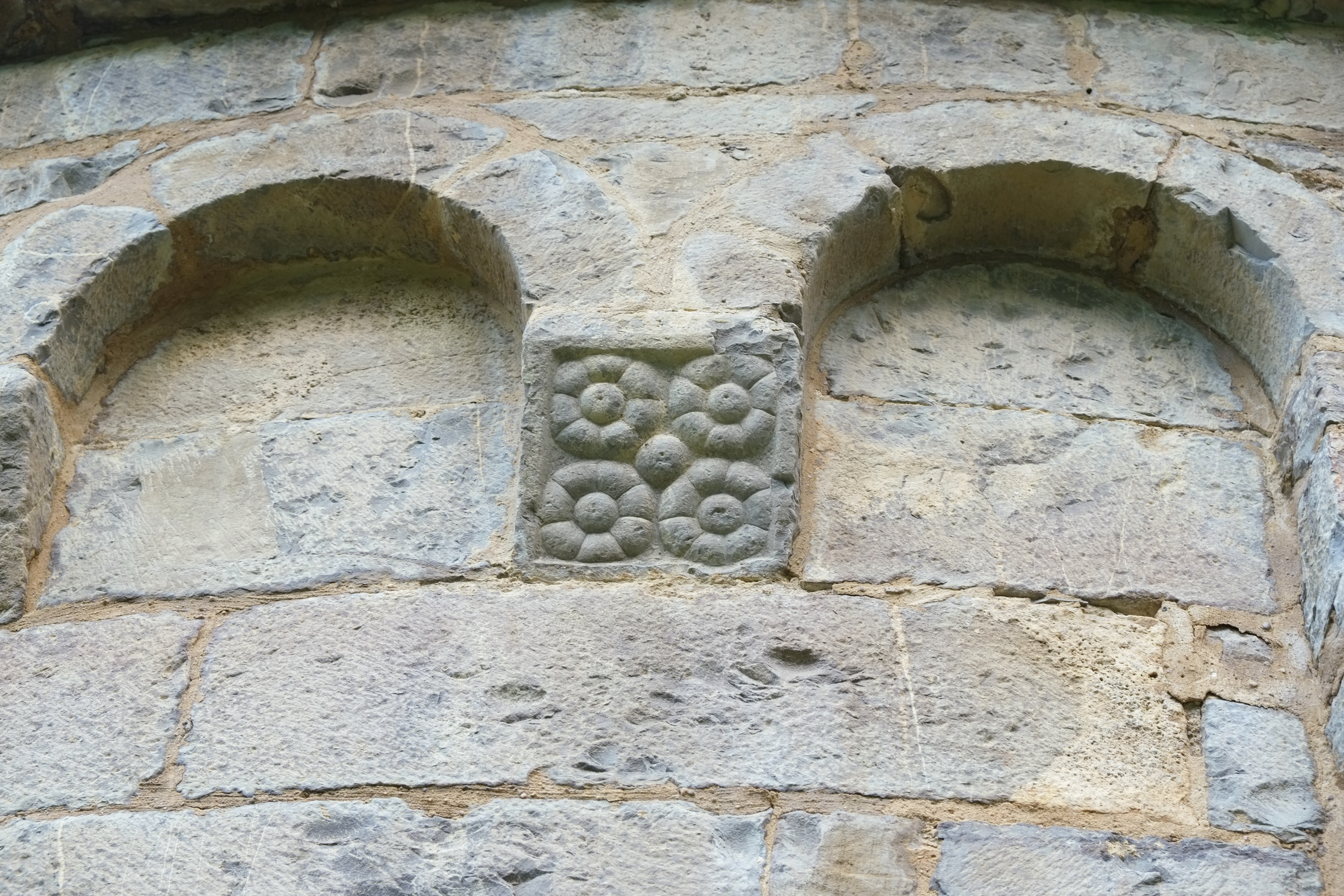
Rosette
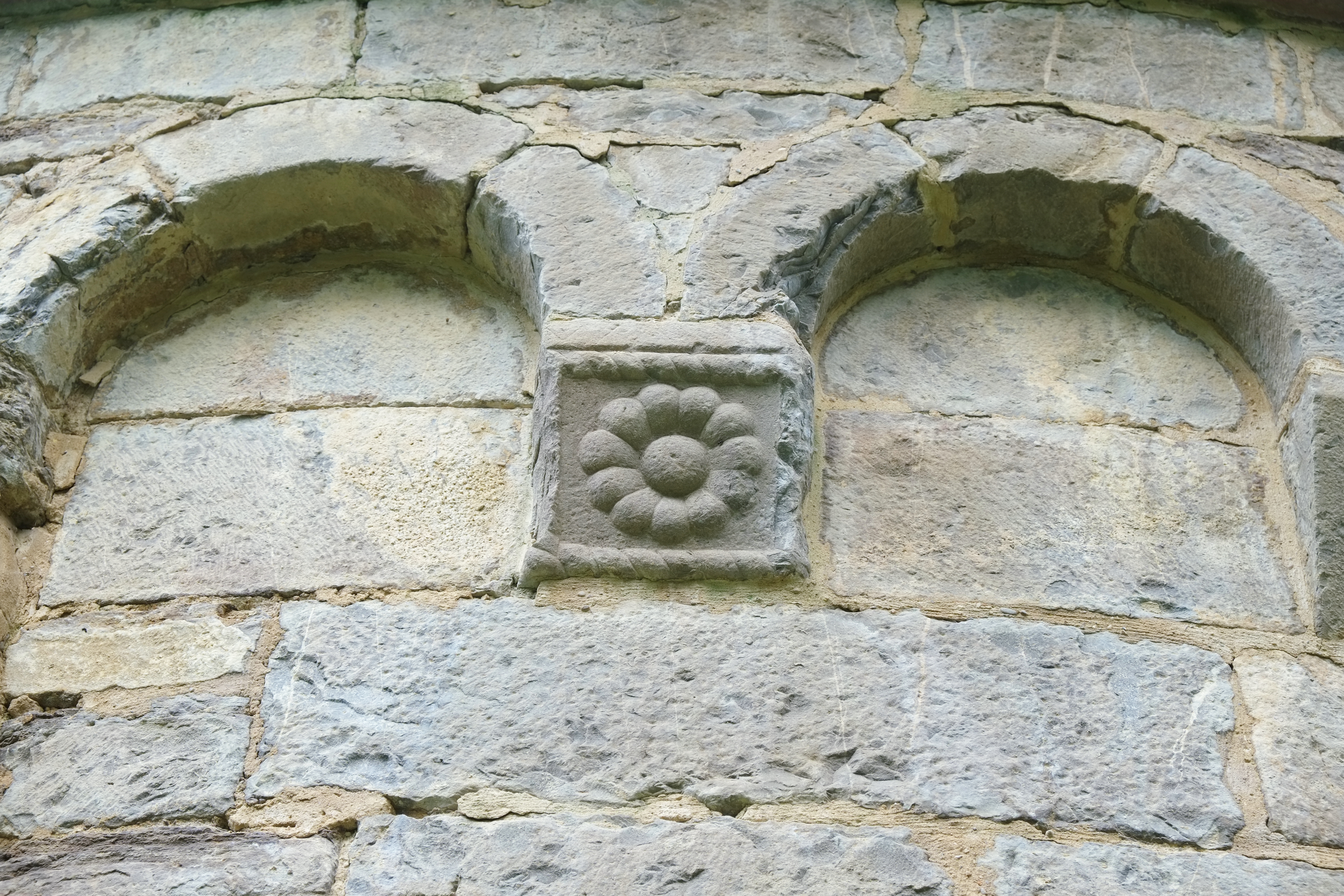
Rosette
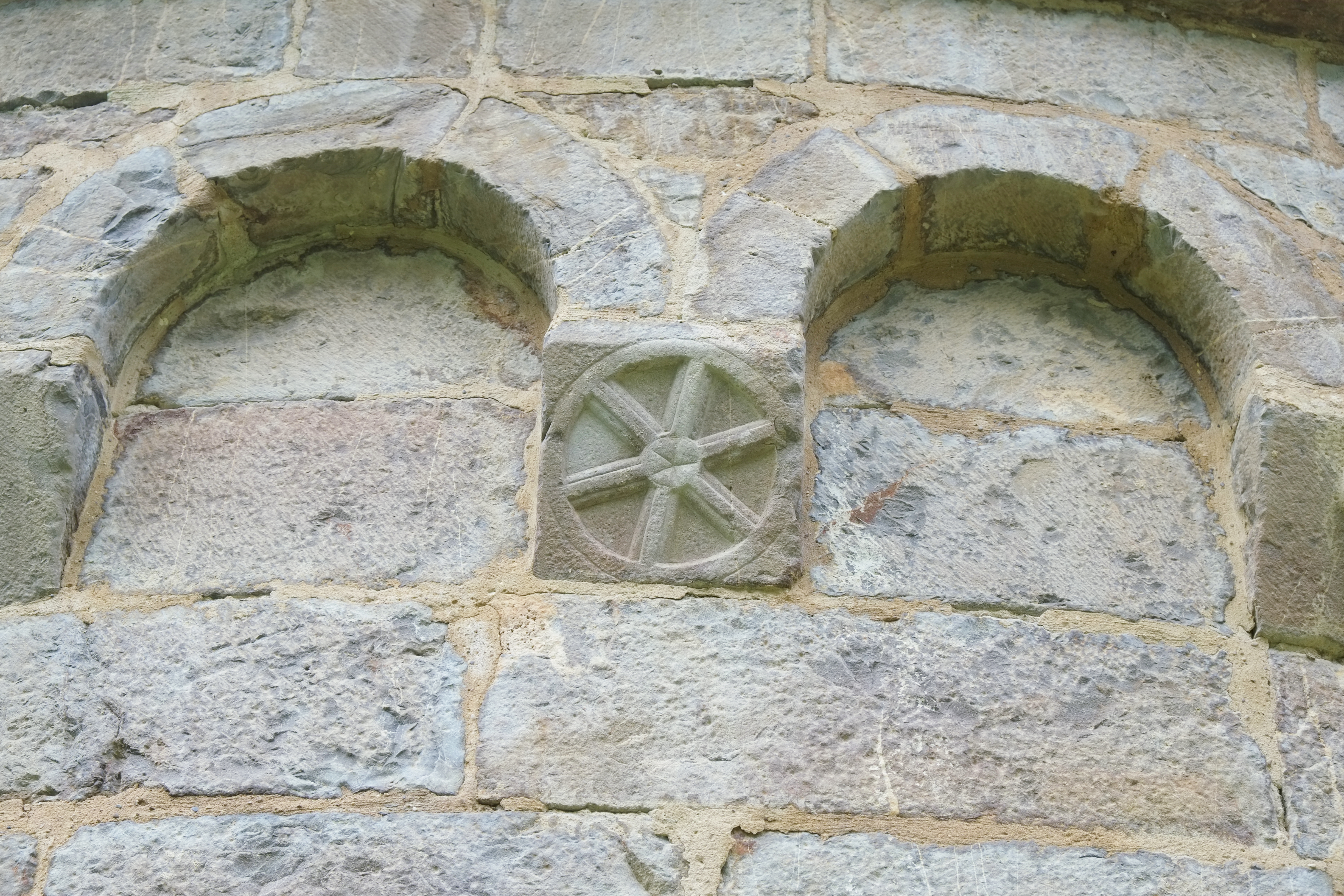
Rosette

### West- und Südportal
Das Westportal ist in einen überdachten Mauervorsprung eingebettet. Es ist von drei Archivolten umgeben und wird seitlich von je einer Säule begrenzt. Die äußere Archivolte ist mit einem Schachbrettfries, die mittlere mit Rundstäben verziert. Die Kapitelle und Kämpfer der beiden Säulen sind aufwändig skulptiert. Auf dem linken Kapitell sind in vier übereinanderliegenden Reihen stilisierte Blätter dargestellt, auf dem rechten Kapitell sind Personen zu erkennen.
Wie das Westportal liegt auch das Südportal, zu dem ebenfalls Stufen hinabführen, unter dem heutigen Bodenniveau. Neben dem Portal ist in einen Stein die Inschrift eingemeißelt: „HIC REQVIESCVNT TRES EPISCOPI“ (hier ruhen drei Bischöfe). Das Portal wird von schlichten Wölbsteinen und einem Rollenfries gerahmt.

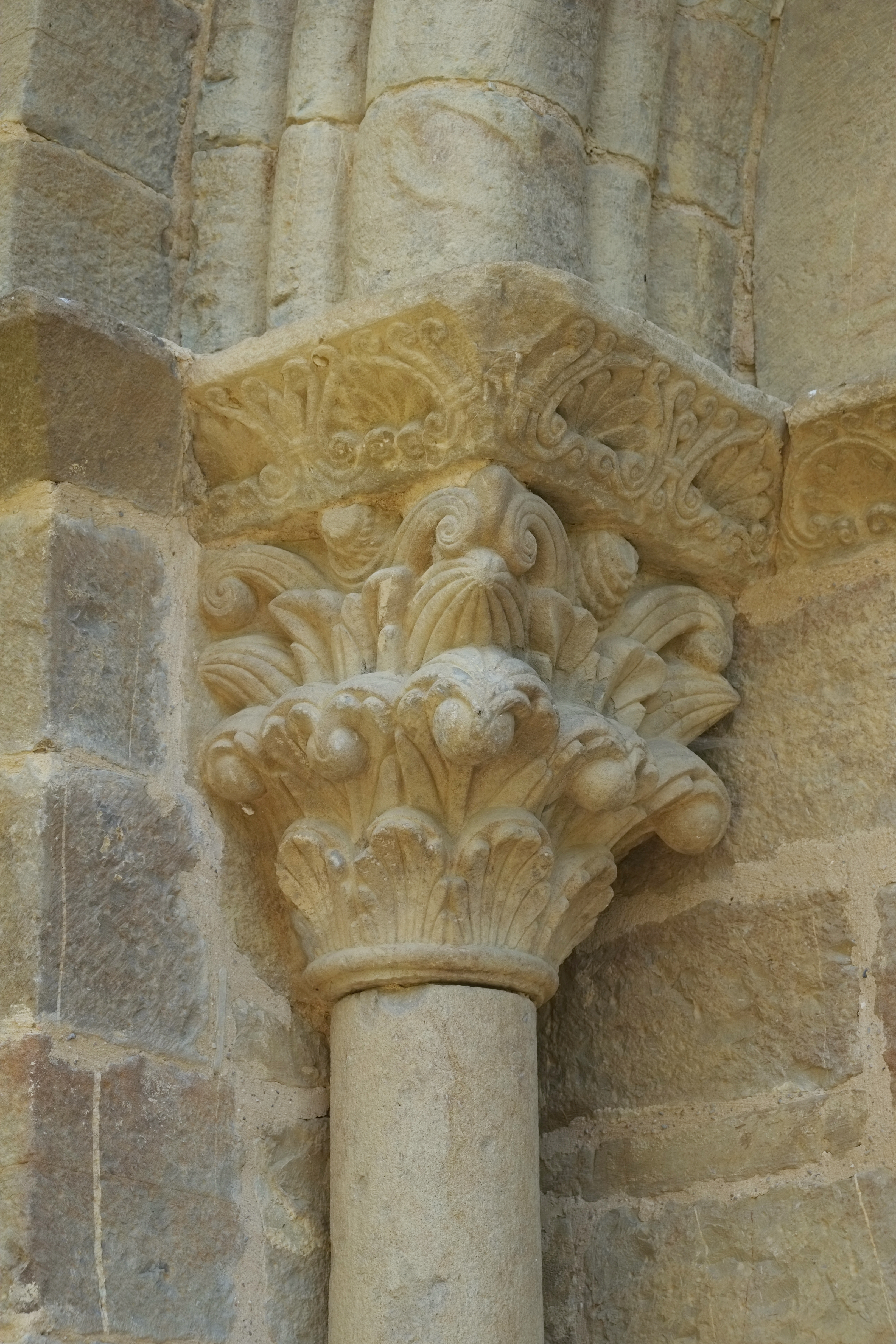
Kapitell am Westportal
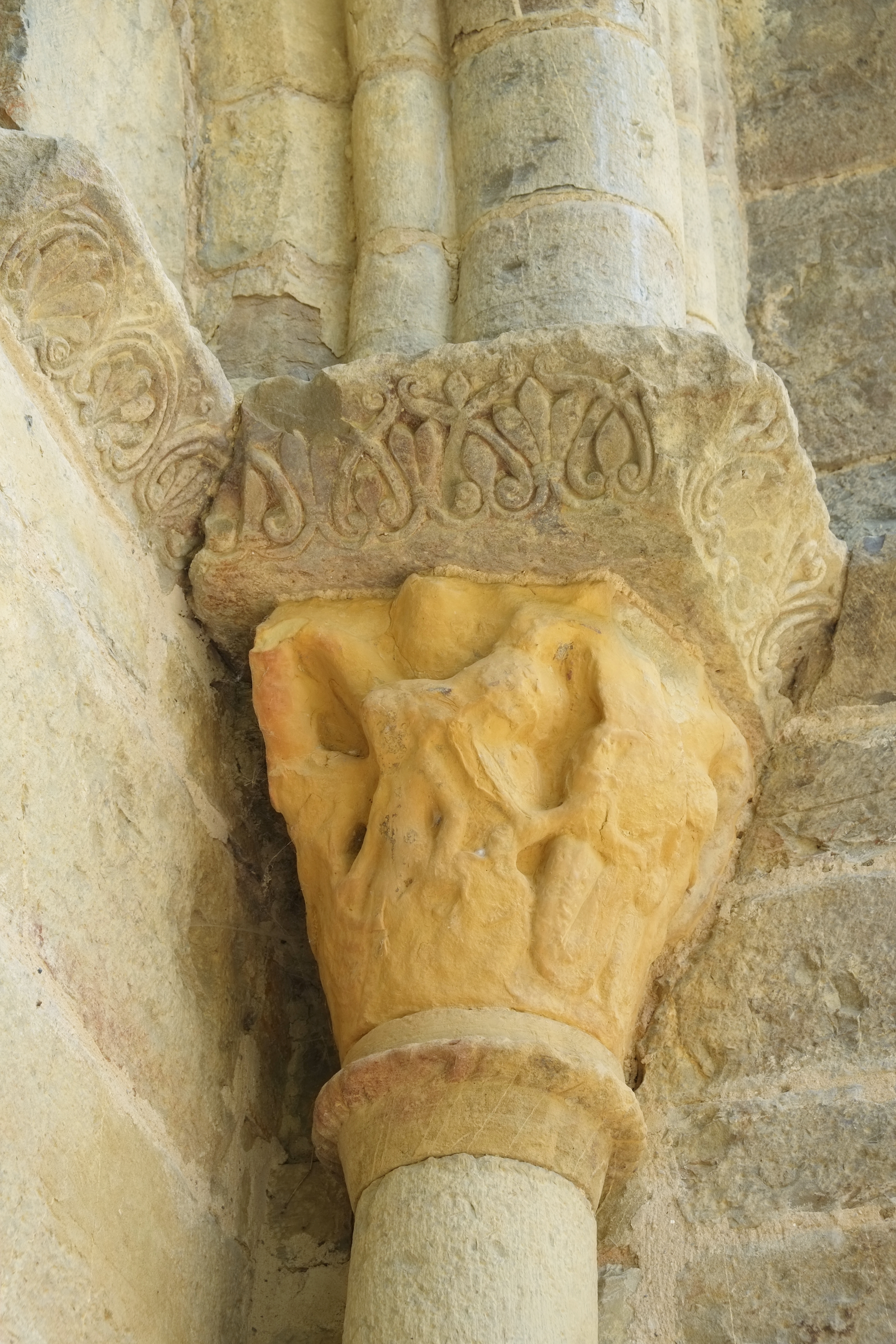
Kapitell am Westportal
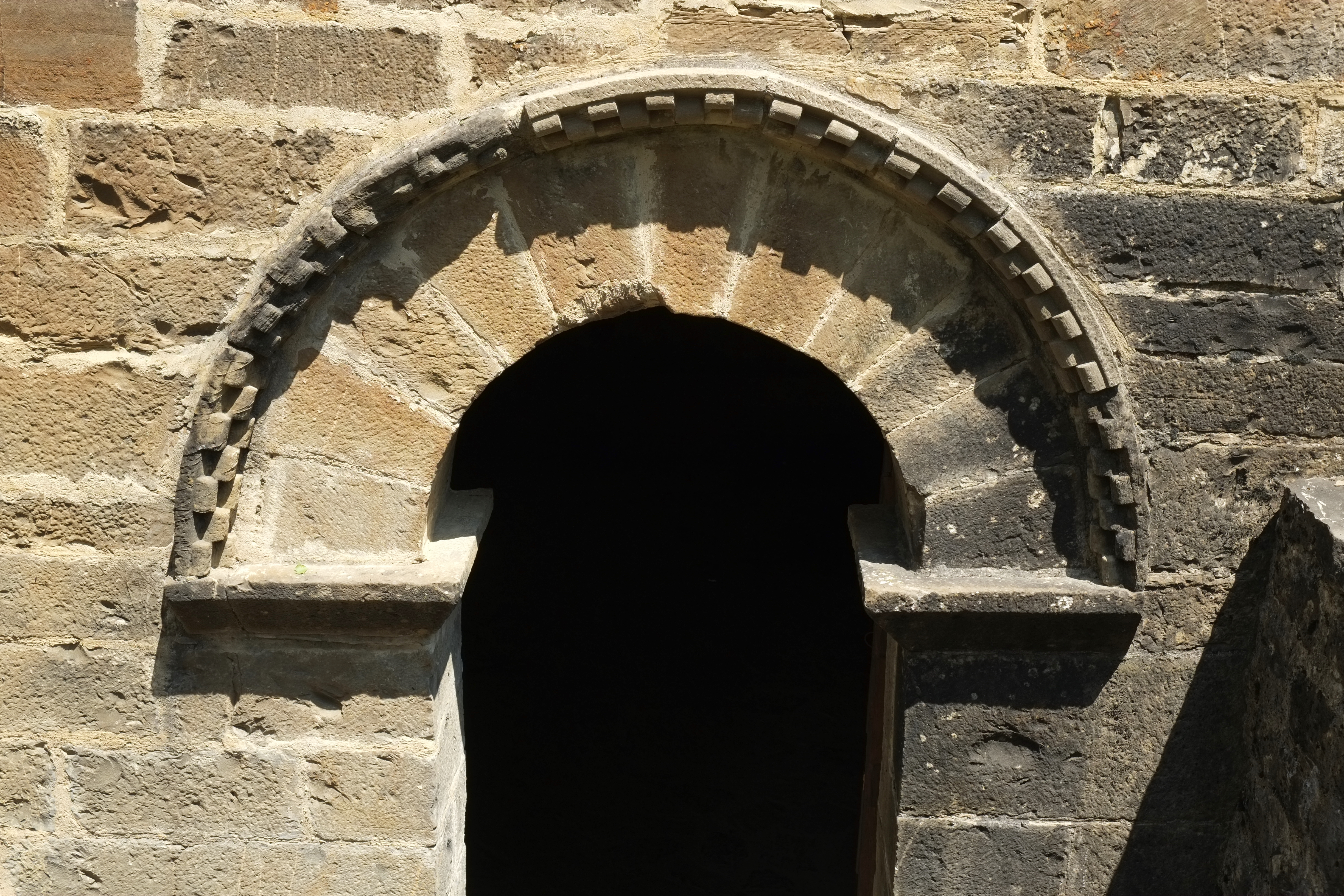
Südportal